# سوید بن عمرو الخثعمي
سويد بن عمرو الخثعمي كان آخر شهداء كربلاء.

## النسب
سويد بن عمرو بن أبي مطاع الخثعمي كان أحد أشراف قبيلة خثعم. عُرف بتقواه، وكان محاربًا ماهرًا شجاعًا.

## في يوم عاشوراء
وكان سويد آخر من ذهب إلى ساحة المعركة من جيش الحسين بن علي. وقاتل جيش يزيد بشجاعة حتى أُصيب إصابة بالغة وسقط بين الشهداء وتُرك ليموت. ولكن سويد كان لا يزال حيًّا، وفي لحظة ما سَمِعَ الناس يقولون "إن الحسين قد قُتل". وبعد جهد كبير، تمكن من العودة إلى قدميه واستمر في القتال حتى استشهد. ويقال: قتله عروة بن بطان الثعلبي، وزيد بن رقاد الجنبي.